# Caius Iacob
Caius Iacob   (Arad, 29 de març de 1912 - Bucarest, 6 de febrer de 1992), a vegades escrit Caius Jacob, va ser un matemàtic romanès.

## Vida i Obra
Fill d'un professor de dret canònic, va passar la seva infantesa i adolescència a les diferents ciutats on va estar destinat el seu pare: Arad, Oradea, Cluj i Bucarest. El 1928, amb només setze anys, va ingressar a la universitat de Bucarest per estudiar matemàtiques amb els professors Titeica, Pompeiu i Valcovici. Es va graduar el 1931, amb dinou anys. Aquest mateix any inicia la seva recerca a l'Institut de Mecànica de la universitat de París sota la direcció d'Henri Villat. El 1935 obté el doctorat amb una tesi sobre les aplicacions a l'hidrodinàmica de certes funcions harmòniques.
Retornat al seu país, va ser professor del Politècnic de Timisoara durant tres anys, fins que el 1938 va ser nomenat professor de la universitat de Cluj-Napoca. A partir de 1938 va ser professor, en períodes alternatius, de les universitats de Cluj (1938-1939, 1942-1950 i 1967-1969) i de Bucarest (1939-1942, 1950-1967 i 1969-1982), fins que es va jubilar en aquesta última el 1982. El 1990, després de la caiguda de Ceaucescu, va ser escollit senador pel Partit Nacional Cristià Demòcrata del Camperols, com a personalitat respectable que era.
Iacob va fer aportacions notables a la mecànica dels fluids i dels sòlids. Va ser autor de més de tres-cents treballs científics i de diverses monografies, d'entre les quals destaca la seva Introduction mathématique à la mécanique des fluides (1959).